# Principado de Suar
El principado de Suar o Suvar (en tártaro: Suar bäklege) era un pequeño estado medieval sujeto a Bulgaria del Volga.
El principado apareció alrededor de la década de 940. La población era una mezcla de túrquicos sabires y tribus locales de habla túrquica y ugrofinesa, como los mari. La capital era la ciudad de Suvar y el gobernante de suar recibió el título de bäk ( similar a los títulos jázaros de bek o turco de bey).
En 975 el principado fue absorbido por Bulgaria del Volga. Desde el XI al XIII se convirtió en una provincia semiautónoma de Bulgaria del Volga, hasta la conquista de ese estado por los mongoles. En 1236, Bulgaria del Volga fue derrocada por Batú Kan y en 1242 fue absorbida por la Horda de Oro. Los suares se convirtieron en los ancestros mayoritarios de los chuvasios.

## Lista de gobernadores conocidos
- Abdullah ibn Miqail (Ghabdulla bine Miqail, 943-976), fundador del principado de Suar.
- Talib ibn Ahmad (Talib bine Axmad, 976-981), que anexó el principado a Bulgaria del Volga.
- Mumin ibn Ahmad (Mo'min bine Axmad, 976-981), introdujo el Islam en Suar.